# Häkäri
Häkäri (azerbajdzjanska: Həkəri; armeniska: Հագարի, Hagari) är en flod i Azerbajdzjan. Det ligger i den södra delen av landet, 300 kilometer sydväst om huvudstaden Baku. En kort sträcka går den även längs gränsen till Armenien. Häkäri mynnar som vänsterbiflod i Aras.